# Charles Jean Théodore Schoenmezel
Charles Jean Théodore Schoenmezel, né le 3 janvier 1742 à Mannheim (Palatinat du Rhin), mort le 23 décembre 1815 à Bergzabern (Empire d'Autriche), est un général allemand de la Révolution française.

## États de service
Il entre en service le 28 juillet 1761, comme sous-lieutenant au régiment Royal-Suédois, et il fait les campagnes de 1761 et 1762 en Allemagne. Il est nommé lieutenant le 28 juin 1766, et capitaine le 4 juillet 1777. En 1778, il participe à la guerre en Amérique, et en août 1781, il se trouve au siège du fort de Saint-Philippe (en), dans l’île de Minorque.
Il devient chef de bataillon le 6 février 1793, au 89e régiment d’infanterie, et il sert de 1794 à 1797, à l’armée de Sambre-et-Meuse. Il est nommé chef de brigade le 6 avril 1794, à la 162e demi-brigade de bataille.
Il est promu général de brigade provisoire par le représentant du peuple Duquesnoy le 31 août 1794, et il est confirmé dans son grade le 6 novembre 1794. Le 6 mai 1795, il commande une brigade dans la division d’infanterie du général Grenier, et le 24 décembre 1795, il prend le commandement du département de la Meuse-Inférieure à Maastricht.
Le 3 mars 1797, il commande le département de Sambre-et-Meuse à Namur, et en 1800, il rejoint l’armée Gallo-Batave. En 1801, il retourne au commandement du département de Sambre-et-Meuse, et il est mis en non activité le 23 septembre 1802.
Il est admis à la retraite le 27 août 1803.
Il meurt le 23 décembre 1815, à Bergzabern en Empire d'Autriche.

## Sources
- (en) « Generals Who Served in the French Army during the Period 1789 - 1814: Eberle to Exelmans »
- Thierry Pouliquen, « Les généraux français et étrangers ayant servis [sic] dans la Grande Armée » (consulté le 20 janvier 2015)
- (pl) « Napoléon.org.pl »
- Journal des sciences militaires, volume 31, France, Ministre de la Guerre, 1889, p. 459.